# 豪渓
豪渓（ごうけい）は、岡山県の総社市北端から加賀郡吉備中央町にわたる、高梁川支流槙谷川の上流に位置する渓谷である。日本五大名峡の一つに数えられる。

## 概要
岡山県道57号総社賀陽線に沿った全長は600mの渓谷で、花崗岩の節理に沿って風化、浸食された奇岩、奇峰が連続する景勝地となっている。1923年に国の名勝に指定された。天柱山と呼ばれる高さ330mの岩峰が一番の名所とされる。天柱山直下の岩盤には、「天柱」の文字が刻まれている。これは、江戸時代後期の享和元年（1801年）に頼山陽の開いた塾で学んだ備前国和気郡の医師で書家の武元登々庵が書し、石工2人によって14日かけて刻まれたものである。その他の名所としては剣峰（けんがみね）、雲梯山などがある。高台に展望台が設けられているが、そこに至る登山ルートは崩落の危険があるために2015年現在通行禁止となっている。豪渓を通る県道は道幅が狭く自動車の離合も困難なため、豪渓寺の南側の駐車場を利用して徒歩で散策するのが望ましい。岡山県南部地域屈指の紅葉の名所であり、シーズン中の休日は非常に混雑する。

## 豪渓寺
豪渓の南端に豪渓寺（ごうけいじ）という小さな寺院がある。山号は天柱山。宗派は真言宗醍醐派。入口に陶器製の狛犬が鎮座している。かつては天柱山一帯に鎖の行場や梯子の行場が設けられ、修行の場となっていた。

## 特記事項
2003年(平成15年)3月、渓谷内を走る岡山県道57号総社賀陽線で、車両を運転中の女性が軽症を負う落石事故があった。このため岡山県は2004年より豪渓を含む1.26kmを通行止めとして落石防止工事を実施した。景観への配慮や文化庁との協議のために通行禁止期間は8年間に及び14億4100万円が投じられた。2011年4月から通行可能になった。

## ギャラリー

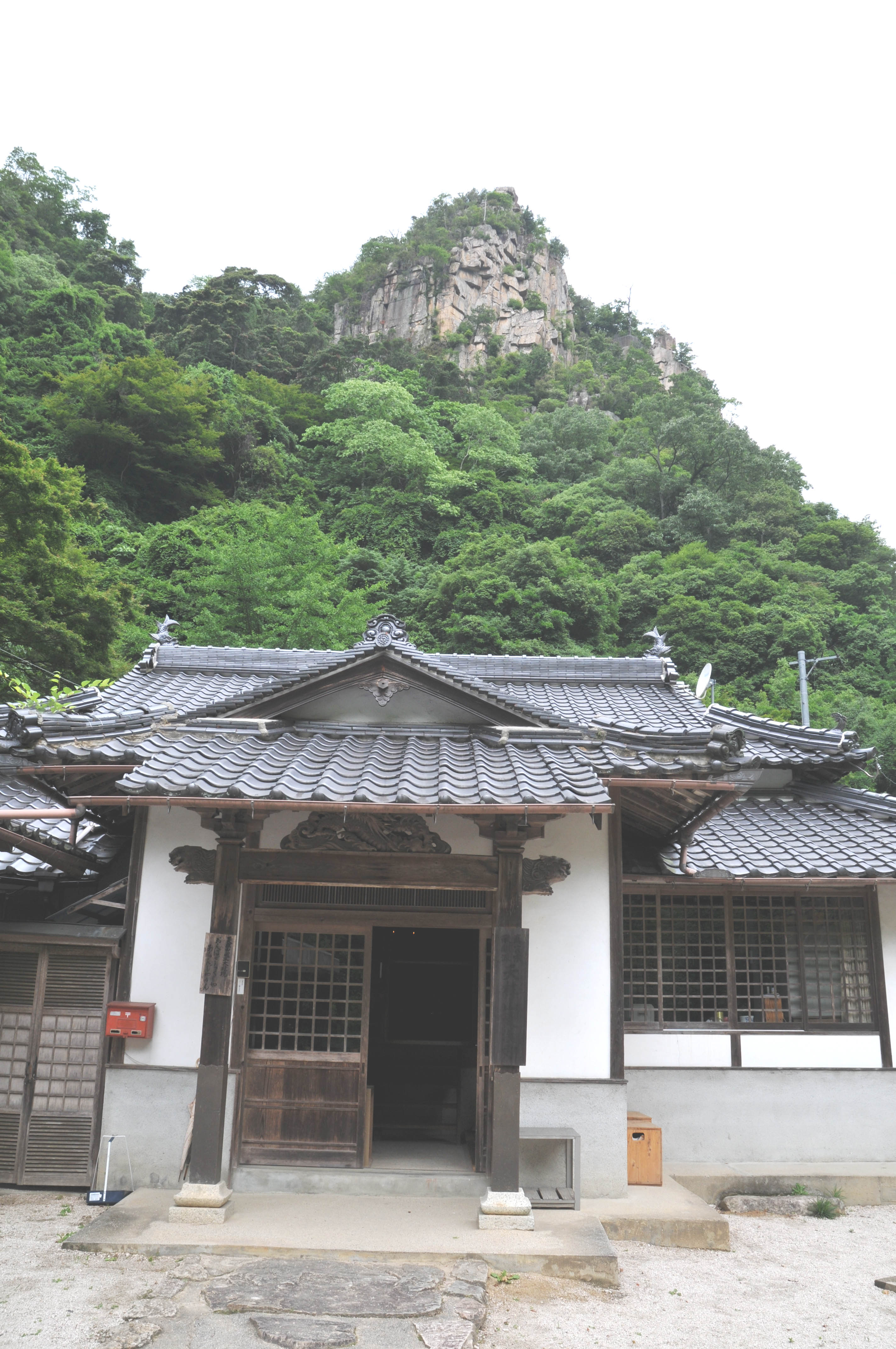
豪渓寺と天柱山
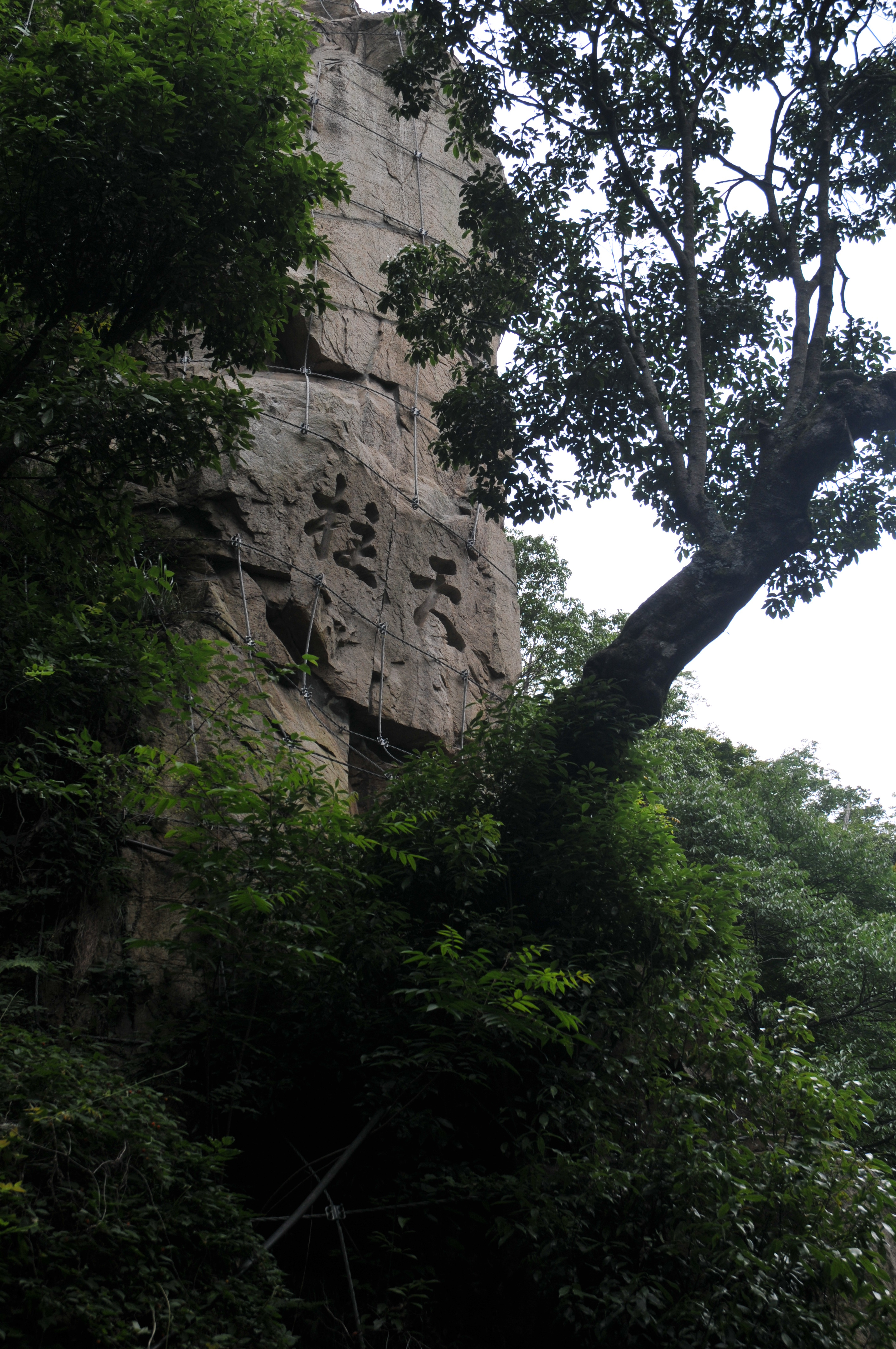
"天柱"文字岩
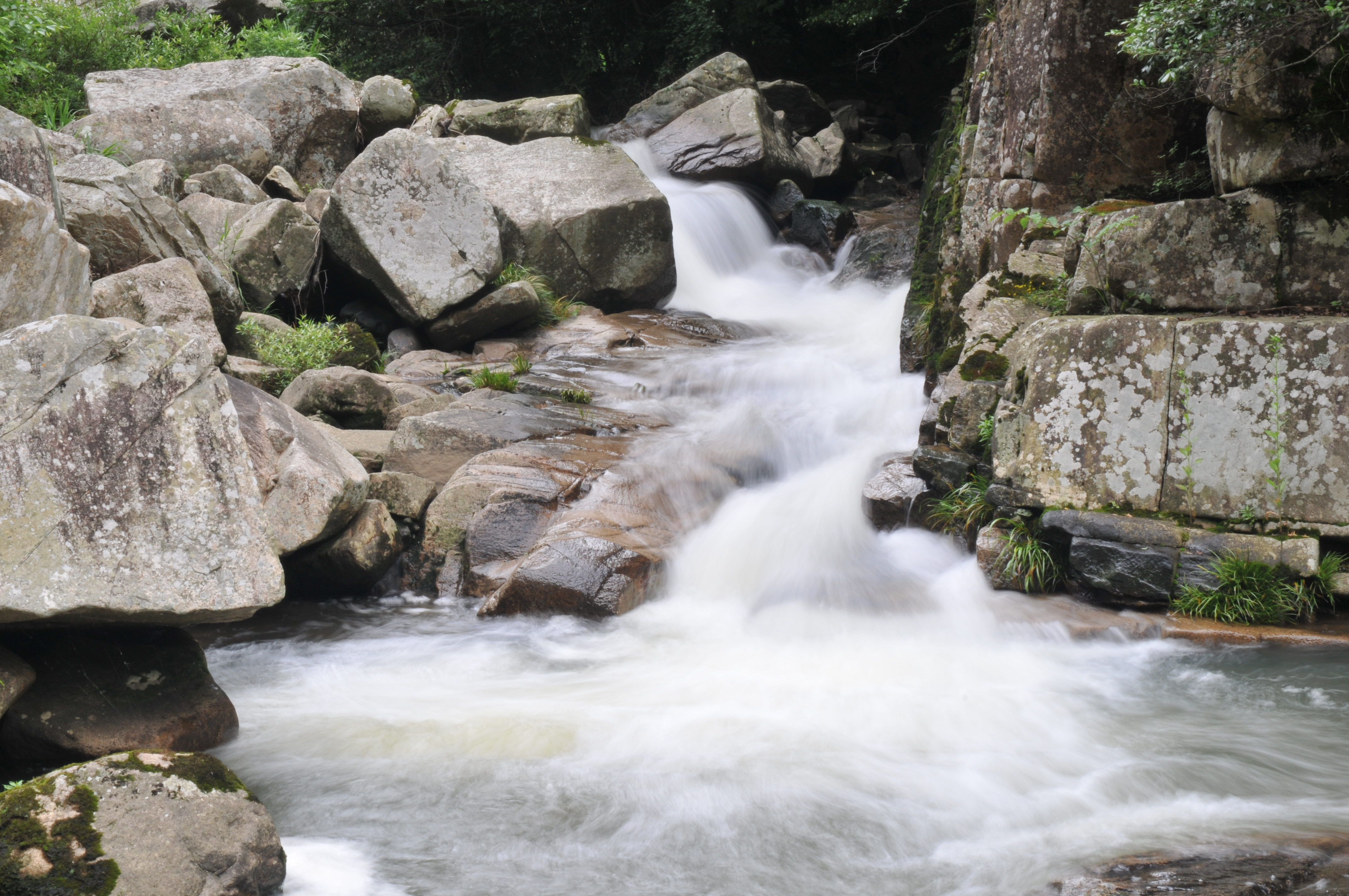
豪渓の渓流
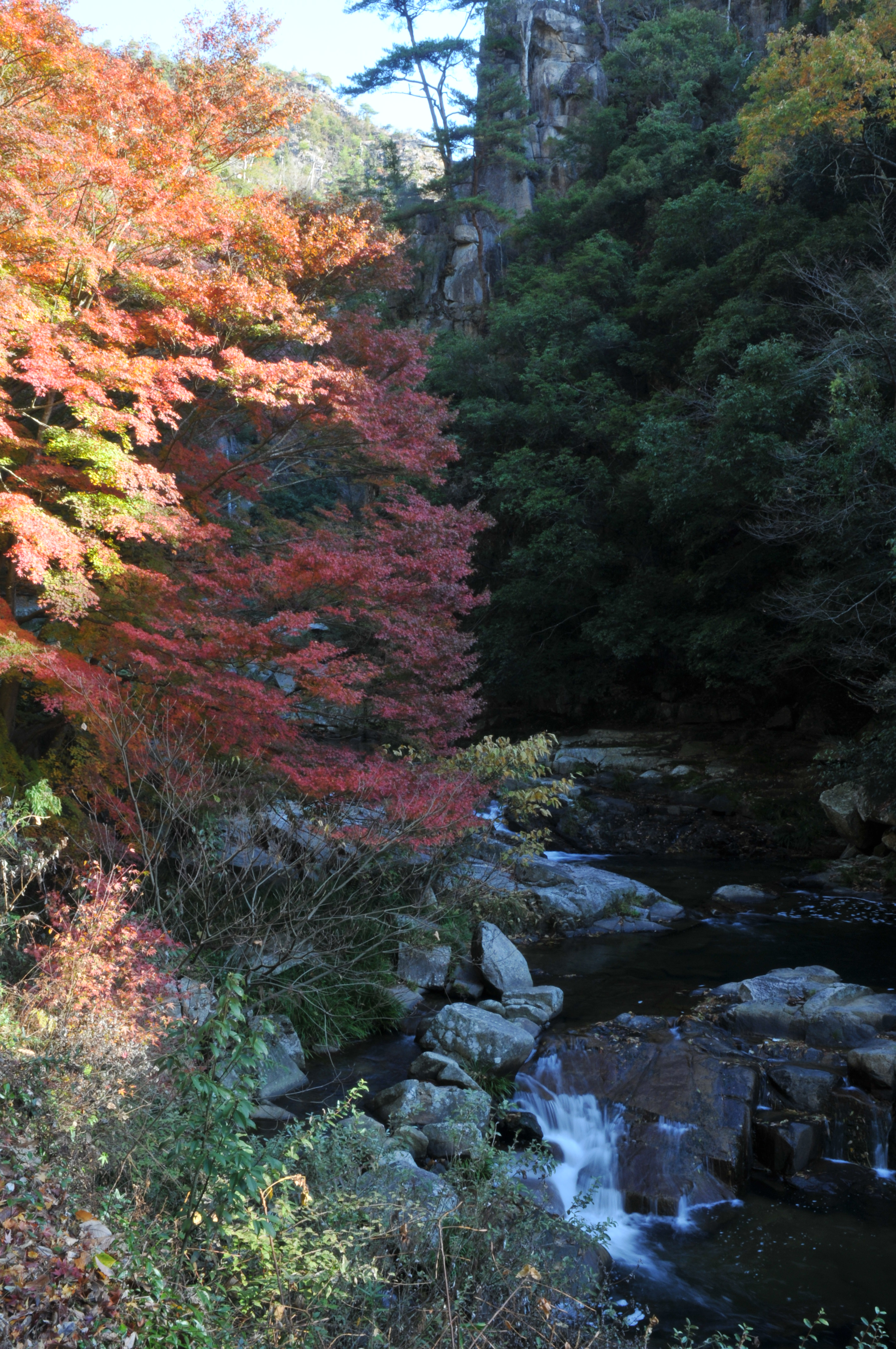
渓流と紅葉
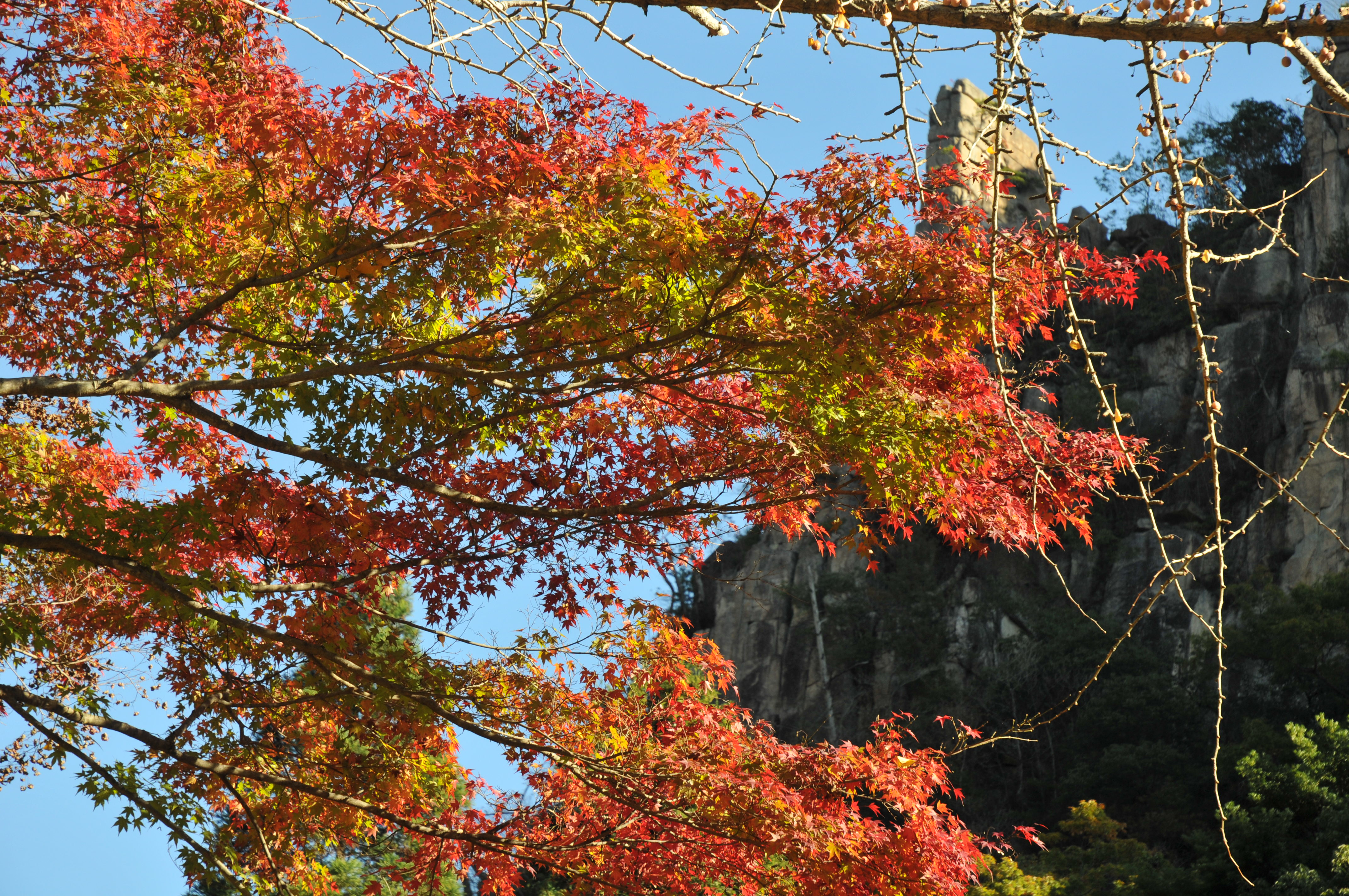
紅葉と奇岩
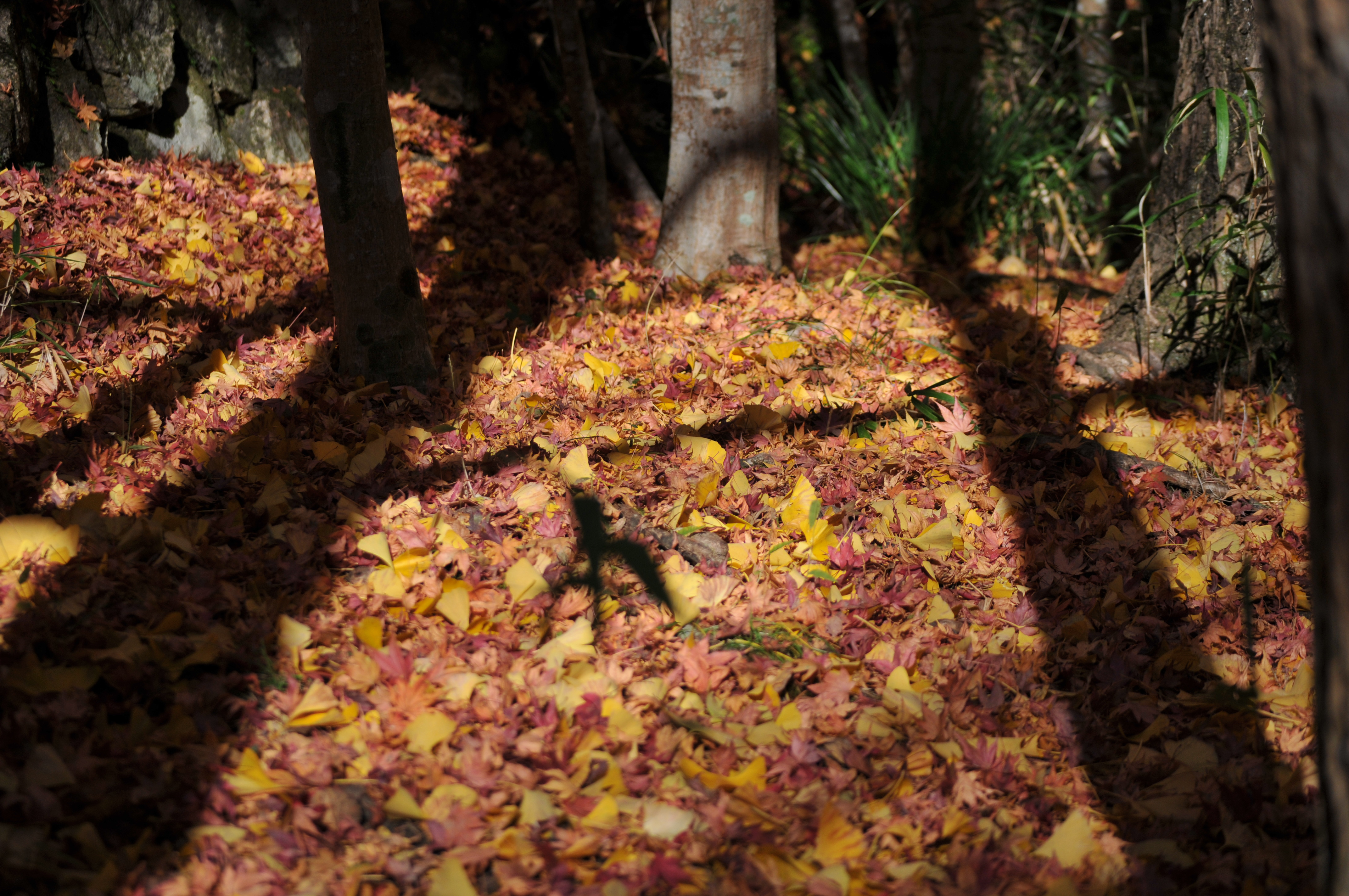
落ち葉
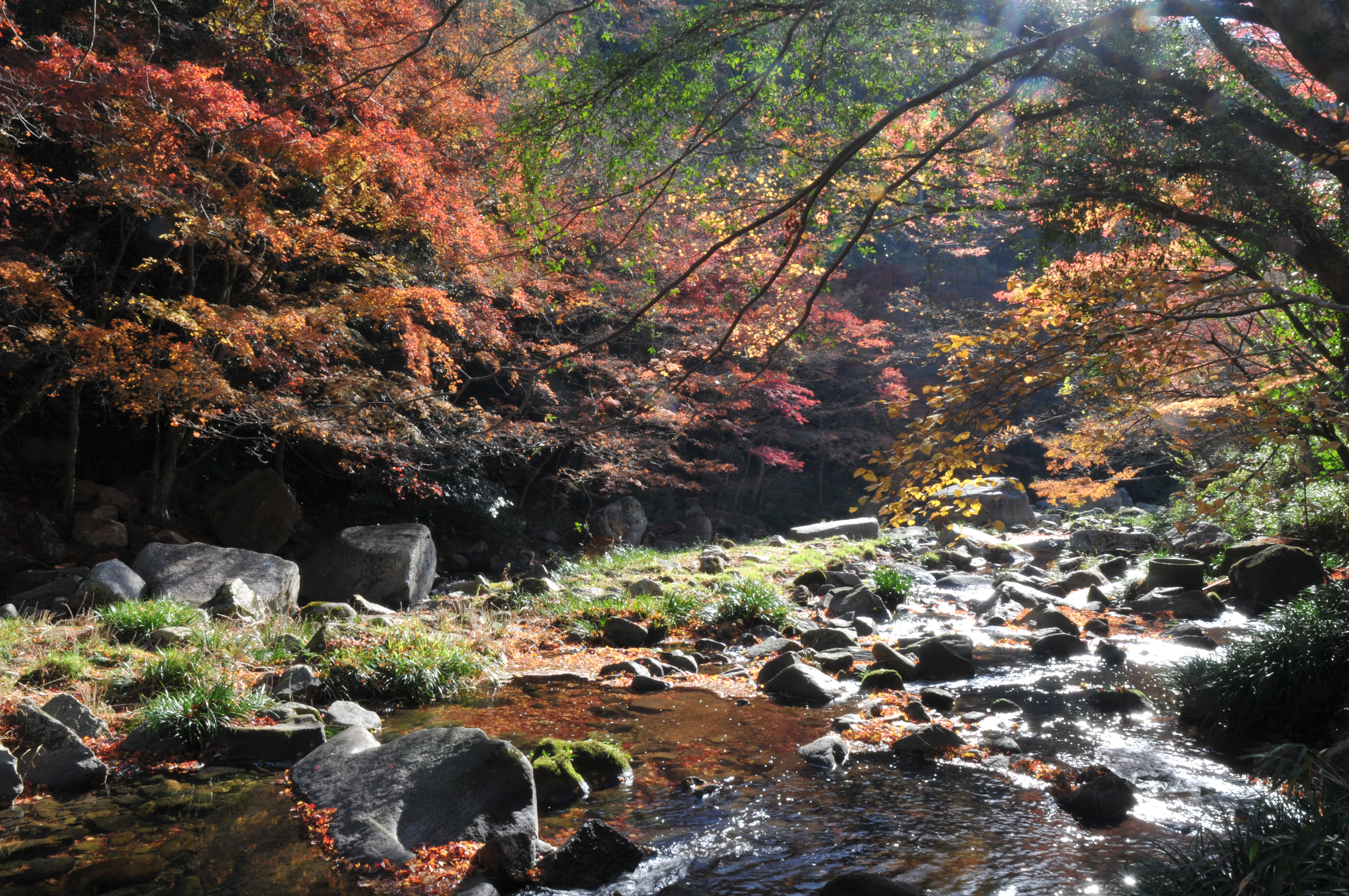
渓流と紅葉
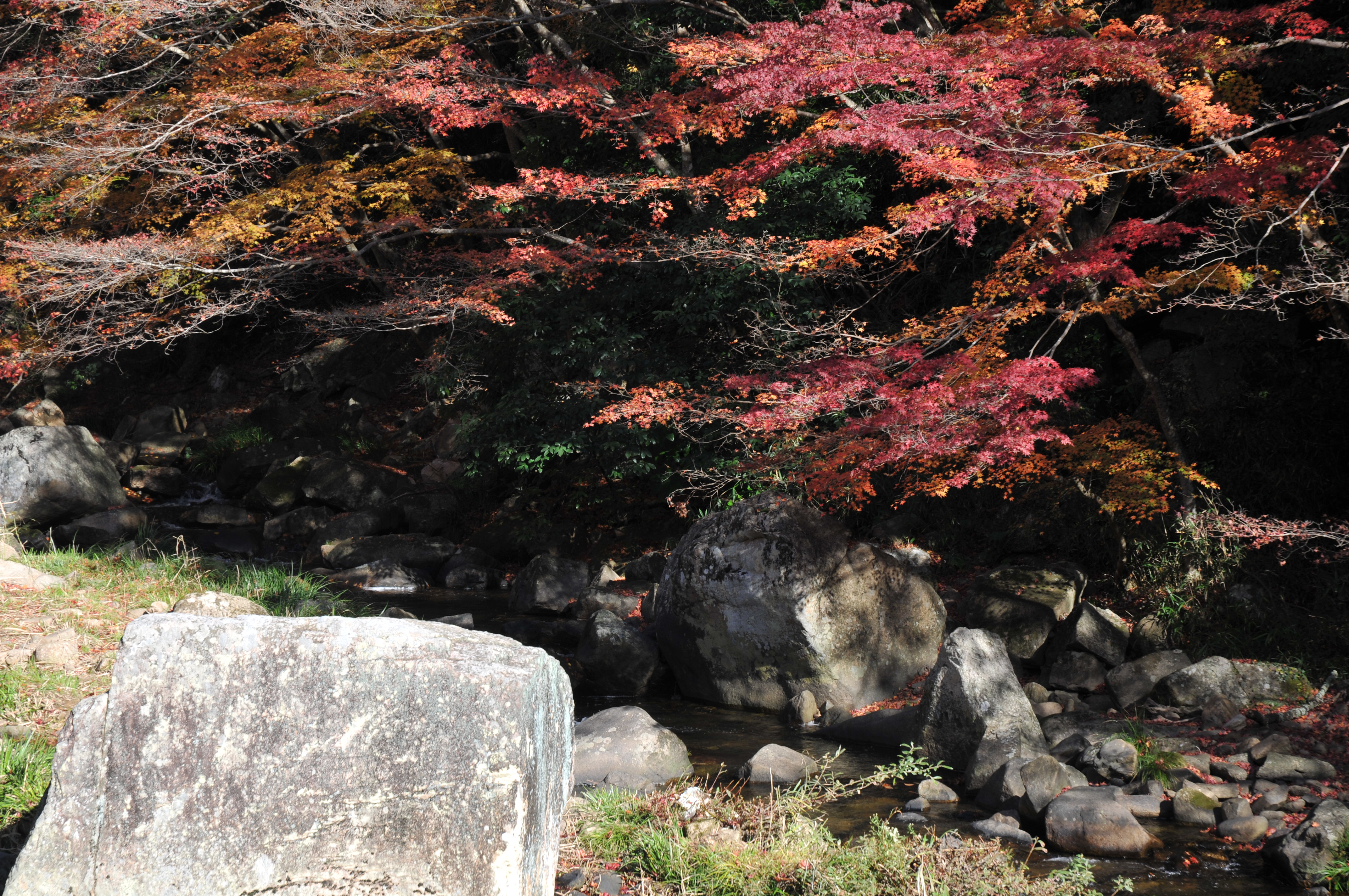
豪渓の紅葉